# Spaanse beekkikker
De Spaanse beekkikker (Rana iberica) is een kikker uit de familie echte kikkers (Ranidae).

## Naamgeving
De soort wordt ook wel Spaanse kikker of Iberische beekkikker genoemd. De kikker werd voor het eerst wetenschappelijk beschreven door George Albert Boulenger in 1879. Later werd de wetenschappelijke naam Rana temporaria iberica gebruikt. De wetenschappelijke soortnaam iberica slaat op het verspreidingsgebied binnen het Iberisch Schiereiland.

## Uiterlijke kenmerken
De maximale lengte is 6 tot 7 centimeter maar de meeste exemplaren zijn 4 tot 5 centimeter. Hiermee is het een wat kleinere soort uit het geslacht Rana, in vergelijking met andere soorten. Het uiterlijk lijkt sterk op dat van andere kikkers. De lichaamskleur is bruin en vlekkerig er is een huidplooi aanwezig aan weerszijden van de rug. De buikzijde is lichter tot wit en is voorzien van kleine donkere vlekjes. Deze soort heeft een driehoekige, bruine oogvlek naar achteren wijzend en doorlopend tot de neusgaten, met daaronder een witgele dunne streep. Het trommelvlies of tympanum valt precies in de vlek en is daardoor moeilijk te zien. De poten zijn meestal niet of licht gebandeerd, in tegenstelling tot veel gelijkende soorten.

## Verspreiding en habitat
Deze kikker leeft in delen van Spanje en Portugal, en is meestal te vinden rond koelere stroompjes en beekjes. De soort is nachtactief, maar in enkele streken zijn alleen dagactieve exemplaren aangetroffen. Ook is de Spaanse beekkikker het grootste deel van het jaar te vinden; alleen in bergstreken kent de soort een minder actieve periode in de winter. Het is een van de soorten die in veel gebieden nog zeer algemeen is, maar in sommige streken zeldzaam en beschermd.

## Levenswijze
Het voedsel bestaat uit kleine ongewervelden zoals insecten en geleedpotigen. De eitjes worden afgezet in kleine, ronde klompjes en aan waterplanten of aan de bodem vastgemaakt. Na ongeveer drie maanden zijn de kikkervisjes volgroeid.